# Женщина с разбитым носом
«Женщина с разбитым носом» (серб. Жена са сломљеним носем, англ. The Woman with a Broken Nose) — комедийно-драматический кинофильм сербского кинорежиссёра Срджана Колевича. Главную роль сыграла Аница Добра. В широкий прокат фильм вышел в Сербии 8 июня 2010 года.
Исполнитель одной из главных ролей, Небойша Глоговац, получил премию «Серебряный дельфин» (англ. Silver Dolphin).

## Сюжет
В центре событий оказываются трое совершенно разных людей из Белграда: таксист-мизантроп Гаврило, школьная учительница Аница и странноватая девушка-фармаколог Биляна. Всех их объединяет попытка самоубийства: девушка с ребенком и недавно сломанным носом, попав в пробку, оставляет младенца в такси, а сама бросается с моста.

## В ролях
- Небойша Глоговац — Гаврило
- Нада Шаргин — женщина с разбитым носом
- Аница Добра — Аница
- Бранка Катич — Биляна
- Вук Костич — Стефан
- Любомир Бандович — таксист Райко
- Никола Ракочевич — Марко
- Никола Джуричко — радиоведущий